# Restatements of the Law
 (novembre 2015).
Si vous disposez d'ouvrages ou d'articles de référence ou si vous connaissez des sites web de qualité traitant du thème abordé ici, merci de compléter l'article en donnant les références utiles à sa vérifiabilité et en les liant à la section « Notes et références ».
Dans la jurisprudence américaine, les Restatements of the Law sont un ensemble de traités sur des sujets juridiques qui visent à informer les juges et les avocats au sujet des principes généraux du Common law. Il y a maintenant quatre séries de redressements, tous publiés par l'American Law Institute, une organisation des juges, des universitaires et des praticiens juridiques, fondés en 1923.